# Capim-carrapicho
Cenchrus echinatus L., conhecido pelo nome comum de capim-carrapicho, podendo também ser conhecido como capim-amoroso, capim-roseta, timbetê ou timbete é uma espécie de gramínea nativa das Américas do Sul e Norte. O capim-carrapicho é conhecido por ser uma planta indicadora, sendo assim, indica complicações no solo, que podem ser: solos decaídos, solos erodidos e solos compactados. Além de ser uma planta indicadora, também é uma planta muito temida por agricultores e pecuaristas por ser uma planta invasora em lavouras anuais, e também por provocar ferimentos nos trabalhadores e animais e dificultar a colheita mecanizada, devido à sua forma de dispersão, zoocórica.

## Morfologia
Planta anual com folhas presentes em grande quantidade distribuídas sobre os colmos cilíndricos, sem pelos e com nós escuros. Suas sementes tem formato subgloboso e podem medir de 4 a 7 mm de tamanho. Sua inflorescência tem formação de racemos com bardanas, em apenas uma espigueta podem haver de 5 a 50 invólucros espinhosos. A sua coloração possui tons verde-amarelados, podendo variar para púrpura. 